# Susenszkoje
Susenszkoje (oroszul: Шушенское) városi jellegű település Oroszország ázsiai részén, a Krasznojarszki határterületen, a Susenszkojei járás székhelye.
Népessége: 17 513 fő (a 2010. évi népszámláláskor).

## Elhelyezkedése
A Krasznojarszki határterület déli részén, Krasznojarszktól 482 km-re, a Nagy-Sus (a Jenyiszej mellékfolyója) torkolata közelében helyezkedik el. Neve a folyónévből származik. A település mellett vezet a „Jenyiszej” nevű R257-es főút (oroszul: ). A legközelebbi vasútállomás 55-60 km-re északnyugatra, Minuszinszkban van.

## Története
Orosz kozákok alapították a 18. század első felében. Téglából emelt első temploma 1791-ben épült. 1823-ban voloszty (alsó szintű közigazgastási egység) székhelye, később politikai okból száműzöttek lakhelye lett. Itt töltötte száműzetését többek között az 1863-64-es lengyel felkelés és a narodnyik mozgalom több neves képviselője, a cár elleni 1881-es merénylet néhány résztvevője, valamint Lenin (1897–1900. január), aki feleségével, Krupszkajával itt kötött házasságot.
1944-ben járási székhely lett. 1961-ben városi jellegű település rangot kapott, múzeumát kibővítették, és elkezdődött a település belföldi turisztikai központtá alakítása. 

## Múzeuma
Susenszkoje elsősorban Lenin-múzeumáról híres. A múzeumot 1930-ban nyitották meg, és az évtizedek során szervezeti hovatartozása, anyaga és kiállításainak koncepciója is többször jelentősen változott. Második korszaka 1939-től 1969-ig, a harmadik 1970-től – Lenin születésének 100. évfordulójára átszervezve és megnagyobbítva – 1993-ig tartott. 1993-tól teljesen átalakítva szabadtéri történeti-néprajzi múzeumként működik. Történeti részében helyet kapott a politikai okból száműzöttek életéről szóló kiállítás is, a múzeum hangsúlyosabb része azonban a szibériai falu hagyományos életmódját, mesterségeit, tárgyi emlékeit, stb. mutatja be. A skanzen csaknem 200 falusi házból és építményből áll.